# Pallavolo ai X Giochi panamericani - Torneo maschile
Il IX campionato di pallavolo maschile ai Giochi panamericani si è svolto dal 7 al 23 agosto 1987 a Indianapolis, negli Stati Uniti, durante i X Giochi panamericani. Al torneo hanno partecipato 6 squadre nazionali nordamericane e sudamericane e la vittoria finale è andata per la quarta volta agli Stati Uniti.

## Squadre partecipanti
| - Argentina - Brasile - Canada - Cuba - Rep. Dominicana - Stati Uniti |

## Fase finale

### Finali 1º e 3º posto
|  | 1º posto - 4º posto | 1º posto - 4º posto | 1º posto - 4º posto |      |             | 1º/2º posto | 1º/2º posto | 1º/2º posto |  |
|  |                     |                     |                     |      |             |             |             |             |  |
|  | Stati Uniti         | Stati Uniti         | 3                   |      |             |             |             |             |  |
|  | Stati Uniti         | Stati Uniti         | 3                   |      |             |             |             |             |  |
|  | Argentina           | Argentina           | 2                   |      |             |             |             |             |  |
|  | Argentina           | Argentina           | 2                   |      | Stati Uniti | Stati Uniti | 3           |             |  |
|  |                     |                     |                     |      | Stati Uniti | Stati Uniti | 3           |             |  |
|  |                     |                     | Cuba                | Cuba | 2           |             |             |             |  |
|  | Cuba                | Cuba                | Cuba                | Cuba | 2           | 3           |             |             |  |
|  | Cuba                | Cuba                |                     |      |             | 3           |             |             |  |
|  | Brasile             | Brasile             | 2                   |      |             | 3º/4º posto | 3º/4º posto | 3º/4º posto |  |
|  | Brasile             | Brasile             | 2                   |      |             |             |             |             |  |
|  |                     |                     |                     |      |             |             |             |             |  |
|  |                     |                     |                     |      |             | Argentina   | Argentina   | 1           |  |
|  |                     |                     |                     |      |             | Argentina   | Argentina   | 1           |  |
|  |                     |                     |                     |      |             | Brasile     | Brasile     | 3           |  |

## Classifica finale
| Classifica | Squadre         |
| ---------- | --------------- |
|            | Stati Uniti     |
|            | Cuba            |
|            | Brasile         |
| 4          | Argentina       |
| 5          | Canada          |
| 6          | Rep. Dominicana |